# 海鮮料理
海鮮料理（かいせんりょうり）とは、海産物を使った料理の総称。

## 概要

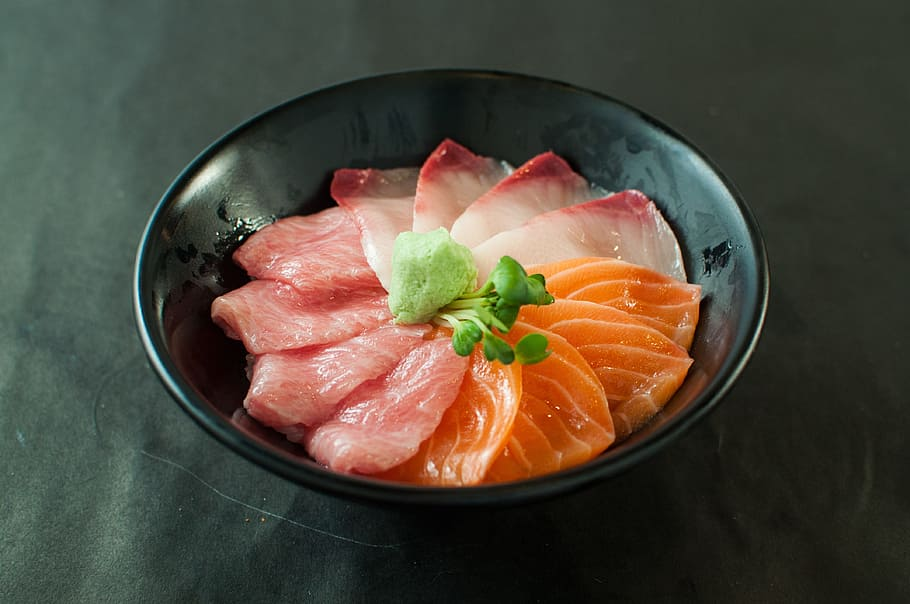
海鮮丼

狭義には刺身など加熱調理をしない料理を指すが、素材によっては必要最小限の加工をしたものも含まれる。
名称としての海鮮料理は、主に日本人向けの中華料理店などが、自店のセールスポイントとして海鮮料理を名乗るようになり、これが転じて和食店や海産物を扱う洋食店などに広まったと思われる。（海産物を加熱しない料理が珍しくない日本においては、わざわざ新鮮な海の幸という意味の海鮮を謳う必要がなかったため）
今日においては、新鮮な魚介類や海草などの海産物を用いた料理という意味で使われる場合が多く、和食・洋食・中華のジャンルは問わない。素材の持ち味を生かした、複雑な調理方法を用いない料理と言えよう。